# Hannover Stampeders
Die Hannover Stampeders sind ein deutscher American-Football-Verein, der 1992 in Hannover gegründet wurde. Mit einer seitdem durchgängigen Vereinsgeschichte stellen die Stampeders damit den ältesten aktiven American-Football-Verein der Stadt dar.
Bisheriger Höhepunkt der Herrenmannschaft der Stampeders ist der Klassenerhalt 2022 in der vierthöchsten deutschen Spielklasse, der Oberliga. Bereits 2013 nahmen sie an der Oberliga teil, stiegen allerdings nach nur einer Saison wieder ab.

## Ewige Bilanz
| Jahr                               | Liga (-höhe)                            | Platzierung (von)                       | Gesamt                                  | Gesamt                                  | Gesamt                                  | Heim                                    | Heim                                    | Heim                                    | Auswärts                                | Auswärts                                | Auswärts                                | TD- Verhältnis                          |
| Jahr                               | Liga (-höhe)                            | Platzierung (von)                       | S                                       | N                                       | U                                       | S                                       | N                                       | U                                       | S                                       | N                                       | U                                       | TD- Verhältnis                          |
| ---------------------------------- | --------------------------------------- | --------------------------------------- | --------------------------------------- | --------------------------------------- | --------------------------------------- | --------------------------------------- | --------------------------------------- | --------------------------------------- | --------------------------------------- | --------------------------------------- | --------------------------------------- | --------------------------------------- |
| vor 2009 keine ausreichenden Daten |                                         |                                         |                                         |                                         |                                         |                                         |                                         |                                         |                                         |                                         |                                         |                                         |
| 2009                               | Verbandsliga Nord (5.)                  | 3. (4)                                  | 2                                       | 6                                       | 0                                       | 1                                       | 3                                       | 0                                       | 1                                       | 3                                       | 0                                       | 108:240                                 |
| 2010                               | Verbandsliga Nord (5.)                  | 2. (4)                                  | 6                                       | 2                                       | 0                                       | 3                                       | 1                                       | 0                                       | 3                                       | 1                                       | 0                                       | 162:680                                 |
| 2011                               | Verbandsliga Nord (5.)                  | 3. (4)                                  | 2                                       | 6                                       | 0                                       | 1                                       | 3                                       | 0                                       | 1                                       | 3                                       | 0                                       | 082:170                                 |
| 2012                               | Landesliga Nds./Bremen (5.)             | 3. (5)                                  | 5                                       | 3                                       | 0                                       | 4                                       | 0                                       | 0                                       | 1                                       | 3                                       | 0                                       | 181:130                                 |
| 2013                               | Oberliga Nord (4.)                      | 5. (5)                                  | 1                                       | 7                                       | 1                                       | 1                                       | 2                                       | 1                                       | 0                                       | 5                                       | 0                                       | 065:302                                 |
| 2014                               | Landesliga Niedersachsen (5.)           | 4. (4)                                  | 1                                       | 5                                       | 0                                       | 1                                       | 2                                       | 0                                       | 0                                       | 3                                       | 0                                       | 052:950                                 |
| 2015                               | Landesliga Niedersachsen 2 (6.)         | 3. (4)                                  | 3                                       | 3                                       | 0                                       | 2                                       | 1                                       | 0                                       | 1                                       | 2                                       | 0                                       | 083:940                                 |
| 2016                               | Landesliga Nord B (6.)                  | 4. (5)                                  | 3                                       | 5                                       | 0                                       | 2                                       | 2                                       | 0                                       | 1                                       | 3                                       | 0                                       | 148:172                                 |
| 2017                               | Landesliga Niedersachsen 1 (6.)         | 3. (6)                                  | 6                                       | 4                                       | 0                                       | 3                                       | 2                                       | 0                                       | 3                                       | 2                                       | 0                                       | 205:136                                 |
| 2018                               | Verbandsliga Nord Süd (5.)              | 3. (5)                                  | 4                                       | 4                                       | 0                                       | 2                                       | 2                                       | 0                                       | 2                                       | 2                                       | 0                                       | 128:202                                 |
| 2019                               | Verbandsliga Nord (5.)                  | 6. (7)                                  | 4                                       | 8                                       | 0                                       | 2                                       | 4                                       | 0                                       | 2                                       | 4                                       | 0                                       | 216:326                                 |
| 2020                               | Saison abgesagt wegen Covid-19-Pandemie | Saison abgesagt wegen Covid-19-Pandemie | Saison abgesagt wegen Covid-19-Pandemie | Saison abgesagt wegen Covid-19-Pandemie | Saison abgesagt wegen Covid-19-Pandemie | Saison abgesagt wegen Covid-19-Pandemie | Saison abgesagt wegen Covid-19-Pandemie | Saison abgesagt wegen Covid-19-Pandemie | Saison abgesagt wegen Covid-19-Pandemie | Saison abgesagt wegen Covid-19-Pandemie | Saison abgesagt wegen Covid-19-Pandemie | Saison abgesagt wegen Covid-19-Pandemie |
| 2021                               | Verbandsliga Nord (5.)                  | 2. (3)                                  | 3                                       | 1                                       | 0                                       | 1                                       | 1                                       | 0                                       | 2                                       | 0                                       | 0                                       | 106:103                                 |
| 2022                               | Oberliga Nord Süd (4.)                  | 2. (5)                                  | 5                                       | 3                                       | 0                                       | 2                                       | 2                                       | 0                                       | 3                                       | 1                                       | 0                                       | 159:149                                 |
| 2023                               | Oberliga Nord Süd (4.)                  | 3. (4)                                  | 3                                       | 3                                       | 0                                       | 2                                       | 1                                       | 0                                       | 1                                       | 2                                       | 0                                       | 80:83                                   |
| 2024                               | Oberliga Nord Süd (4.)                  | 4. (5)                                  | 4                                       | 4                                       | 0                                       | 3                                       | 1                                       | 0                                       | 1                                       | 3                                       | 0                                       | 154:143                                 |
| Gesamt                             | Ø 5. Liga                               | Ø 3.                                    | 52                                      | 64                                      | 1                                       | 30                                      | 27                                      | 1                                       | 22                                      | 37                                      | 0                                       | 1.929 : 2.413                           |

(Quellen: )

## Mannschaften
Neben dem Herrenteam gibt es im Verein der Stampeders ein U19-Junioren-Team mit dem Namen „Wild Bulls“ sowie ein Flag-Football-Team für Junioren U16 namens „Little Bulls“. Außerdem gibt es eine Sparte für Cheerleading.

### Stampeders Girls
Neben dem Herrenteam wurde 1992 ebenso ein Damenteam gegründet: die Stampeders Girls. Da die Kaderdichte zunächst für eine eigenständige Teilnahme an der Damenbundesliga zu gering war, ging man für die Debütsaison 1993 eine Spielgemeinschaft mit den Bremen Buccaneers ein. Im Folgejahr konnte der Kader allerdings so weit aufgestockt werden, dass die Stampeders Girls sich alleine für den Ligabetrieb melden konnten. 
Daran anschließend folgten die Höhepunkte der Mannschaft: 1995 wurde die Stadtmeisterschaft gegen die Hannover Ambassadors gewonnen und die Stampeders zogen zum ersten Mal in den Ladiesbowl ein. Das Finale gegen die Berlin Adler Girls wurde allerdings mit 31:0 verloren. Auch in der nächsten Saison standen die Stampeders Girls im Ladiesbowl gegen Berlin Adler Girls. Obwohl es Hannover in der regulären Saison geschaffte hatte beide Spiele gegen Berlin zu gewinnen, konnten die Berlinerinnen ihren Meistertitel mit 32:8 verteidigen.
Nach der Saison 1996 zerbrach die Mannschaft.